# Amauris hecate
Amauris hecate är en fjärilsart som beskrevs av Butler 1866. Amauris hecate ingår i släktet Amauris och familjen praktfjärilar. Inga underarter finns listade i Catalogue of Life.

## Bildgalleri

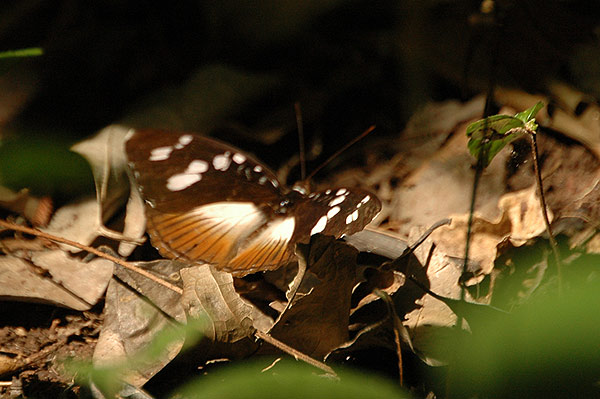